# Sabrina Filzmoser
Sabrina Filzmoser (Wels, 12 de juny de 1980) és una esportista austríaca que va competir en judo, guanyadora de dues medalles de bronze en el Campionat Mundial de Judo entre els anys 2005 i 2010, i nou medalles en el Campionat Europeu de Judo entre els anys 2003 i 2014.

## Palmarès internacional
| Campionat Mundial | Campionat Mundial          | Campionat Mundial | Campionat Mundial |
| Any               | Lloc                       | Medalla           | Categoria         |
| ----------------- | -------------------------- | ----------------- | ----------------- |
| 2005              | el Caire ( Egipte)         | 3                 | –57 kg            |
| 2010              | Tòquio ( Japó)             | 3                 | –57 kg            |
| Campionat Europeu |                            |                   |                   |
| Any               | Lloc                       | Medalla           | Categoria         |
| 2003              | Düsseldorf ( Alemanya)     | 3                 | –57 kg            |
| 2005              | Rotterdam ( Països Baixos) | 3                 | –57 kg            |
| 2006              | Tampere ( Finlàndia)       | 3                 | –57 kg            |
| 2007              | Belgrad ( Sèrbia)          | 3                 | –57 kg            |
| 2008              | Lisboa ( Perú)             | 1                 | –57 kg            |
| 2010              | Viena ( Àustria)           | 2                 | –57 kg            |
| 2011              | Istanbul ( Turquia)        | 1                 | –57 kg            |
| 2013              | Budapest ( Hongria)        | 2                 | –57 kg            |
| 2014              | Montpeller ( França)       | 3                 | –57 kg            |